# Мохова, Мария Егоровна
Мария Егоровна Мохова (21 ноября 1940 — 3 сентября 2013) — передовик советского сельского хозяйства, доярка колхоза «50 лет Октября» Липецкого района Липецкой области, Герой Социалистического Труда (1975).

## Биография
Родилась в 1940 году в селе Сырское, ныне Липецкого района Липецкой области в русской семье крестьянина. Её отец, участник Великой Отечественной войны, получив тяжёлые ранения на фронте рано умер. С детства Мария помогала матери, которая трудилась дояркой в колхозе. С 16 лет сама трудоустроилась на ферму свинаркой, через 5 лет была переведена на молочную ферму, где стала работать дояркой и быстро добилась рекордных надоев.
Вся ее трудовая деятельность связана с развитием молочного животноводства в колхозе «50 лет Октября». В 1970-е годы от каждой закрепленной коровы, а в группе было 100 голов, она получила по 3500 килограммов молока. За высокие достижения в 1973 году была награждена Орденом Ленина. 
За  выдающиеся успехи, достигнутые во Всесоюзном социалистическом соревновании, и проявленную трудовую доблесть в досрочном выполнении заданий девятой пятилетки и принятых обязательств по увеличению производства и продажи государству продуктов земледелия и животноводства, Указом Президиума Верховного Совета СССР от 10 февраля 1975 года Марии Егоровне Моховой было присвоено звание Героя Социалистического Труда с вручением ордена Ленина и золотой медали «Серп и Молот».
В дальнейшем продолжала работать на ферме до выхода на заслуженный отдых.
Проживала в Липецком районе Липецкой области. Умерла 3 сентября 2013 года . 

## Награды
За трудовые успехи удостоена:
- золотая звезда «Серп и Молот» (10.02.1975),
- два ордена Ленина (1973, 10.02.1975),
- другие медали.